# Tropaeolum majus
Tropaeolum majus (trong tiếng Anh gọi là garden nasturtium, Indian cress, hay monks cress) là một loài thực vật có hoa trong họ Tropaeolaceae, bắt nguồn từ dãy Andes. Chúng đã thích ứng với môi trường một số nơi ở Hoa Kỳ (California, New York, Pennsylvania, New Hampshire, Massachusetts, Connecticut và Virginia), châu Âu (như Gibraltar), cùng những nơi khác. Dạng trồng của loài này có nguồn gốc lai, với các loài bố mẹ có lẽ là T. minus, T. moritzianum, T. peltophorum, và T. peregrinum.